# 渡辺洋 (英文学者)
渡辺 洋（わたなべ ひろし、1940年7月13日- ）は、英文学者、北海道大学名誉教授。
北海道生まれ。1964年北海道大学文学部英文科卒、1969年同大学院文学研究科博士課程満期退学、北星学園大学文学部講師、1972年助教授、1974年北海道大学文学部講師、1977年助教授、1984年同言語文化部助教授、1990年教授。2004年定年退官、名誉教授。18世紀イギリス小説を専攻。1989年頃よりサミュエル・リチャードソンの大作『クラリッサ』を全訳、2012年よりウェブ上に公開した。

## 翻訳
- フェルナンド・サバテール, 渡辺洋, 橋本尚江『物語作家の技法 : よみがえる子供時代』みすず書房、1992年。ISBN 4622045486。 NCID BN0769839X。

## 注
1. ↑  「渡辺洋先生の略歴と業績 (渡辺洋先生 退官記念)」『The Northern review』第32号、北海道大学英語英米文学研究会、2004年、67-68頁、ISSN 03872661、NAID 40006378585。